# (181279) Iapyx
(181279) Iapyx est un astéroïde troyen jovien.

## Description
(181279) Iapyx est un astéroïde troyen jovien, camp troyen, c'est-à-dire situé au point de Lagrange L5 du système Soleil-Jupiter. Il fut découvert par Jean-Claude Merlin le 22 janvier 2006 à Nogales. Il présente une orbite caractérisée par un demi-grand axe de 5,184 UA, une excentricité de 0,063 et une inclinaison de 22,5° par rapport à l'écliptique.
Il est nommé en référence au personnage de la mythologie grecque Iapyx, acteur du conflit légendaire de la guerre de Troie.

## Compléments